# أكيرا واتانابي
أكيرا واتانابي (باليابانية: 渡辺明 ) (و. 1984  م) هو لاعب شوغي ‏ ياباني، ولد في كاتسوشيكا، طوكيو.